# Villogorgia fallax
Villogorgia fallax är en korallart som beskrevs av Kükenthal. Villogorgia fallax ingår i släktet Villogorgia och familjen Plexauridae. Inga underarter finns listade i Catalogue of Life.